# Kaiser Kalambo
Kaiser Kalambo (ur. 6 lipca 1953 w Luanshyi, zm. 18 marca 2014 w Lusace) – zambijski piłkarz grający na pozycji lewego obrońcy. W swojej karierze rozegrał 82 mecze i strzelił 1 gola w reprezentacji Zambii.

## Kariera klubowa
Swoją karierę piłkarską Kalambo rozpoczął w klubie Roan United, w którym zadebiutował w 1970 roku. Grał w nim do 1972 roku. W 1973 roku przeszedł do Ndoli United, w której grał do 1983 roku. W latach 1984–1986 był zawodnikiem Lime Hotspurs FC, w którym zakończył karierę.

## Kariera reprezentacyjna
W reprezentacji Zambii Kalambo zadebiutował 15 kwietnia 1973 roku w wygranym 4:2 meczu eliminacji do MŚ 1974 z Etiopią. W 1974 roku został powołany do kadry na Puchar Narodów Afryki 1974. Zagrał w nim w jednym meczu grupowym, z Ugandą (1:0). Z Zambią został wicemistrzem Afryki.
W 1978 roku Kalambo był w kadrze Zambii na Puchar Narodów Afryki 1978. W tym turnieju zagrał w trzech meczach grupowych: z Ghaną (1:2), z Górną Woltą (2:0) i z Nigerią (0:0).
W 1980 roku Kalambo był powołany do kadry na Igrzyska Olimpijskie w Moskwie.
W 1982 roku Kalambo powołano do kadry na Puchar Narodów Afryki 1982. Wystąpił w nim w jednym meczu, o 3. miejsce z Algierią (2:0). Z Zambią zajął 3. miejsce w tym turnieju. W kadrze narodowej grał do 1982 roku. Wystąpił w niej 82 razy i strzelił 1 gola.